# Peperomia schenkiana
Peperomia schenkiana är en pepparväxtart som beskrevs av Gustav Adolf Hugo Dahlstedt. Peperomia schenkiana ingår i släktet peperomior, och familjen pepparväxter. Inga underarter finns listade i Catalogue of Life.